# Menuet en fa majeur, KV 2 (Mozart)
Pour les articles homonymes, voir Menuet en fa majeur.
Le Menuet pour clavier en fa majeur, KV 2, est une brève pièce, composée par Wolfgang Amadeus Mozart à Salzbourg en janvier 1762, alors que Wolfgang n'avait que six ans. C'est la septième pièce de musique composée par Mozart. Ce morceau de musique se trouve dans le Nannerl Notenbuch, un petit cahier que Leopold Mozart, le père de Wolfgang, employait pour enseigner la musique à ses enfants. La pièce a été mise par écrit par Leopold, car le petit Wolfgang était trop jeune pour savoir écrire la musique.   

## Description
C'est une pièce très courte, comprenant seulement vingt-quatre mesures, dans la tonalité de Fa majeur et jouée à 
. Elle est habituellement interprétée au clavecin, mais elle peut-être jouée sur d'autres instruments à clavier.

## Analyse
C'est une pièce écrite en forme binaire. Elle est formée de deux parties, avec des signes de répétition à la fin de chaque section. La première partie comporte huit mesures et la seconde seize.